# Alòs de Balaguer
Alòs de Balaguer ist eine katalanische Gemeinde (municipio) mit 120 Einwohnern (Stand: 2024) in der Provinz Lleida im Nordosten Spaniens. Sie liegt in der Comarca Noguera.

## Geographische Lage
Alòs de Balaguer liegt etwa 36 Kilometer nordöstlich von Lleida in einer Höhe von ca. 295 m am Segre.

## Bevölkerungsentwicklung
| Jahr      | 1970 | 1981 | 1991 | 2001 | 2011 | 2021 |
| Einwohner | 165  | 180  | 165  | 178  | 138  | 122  |

## Sehenswürdigkeiten

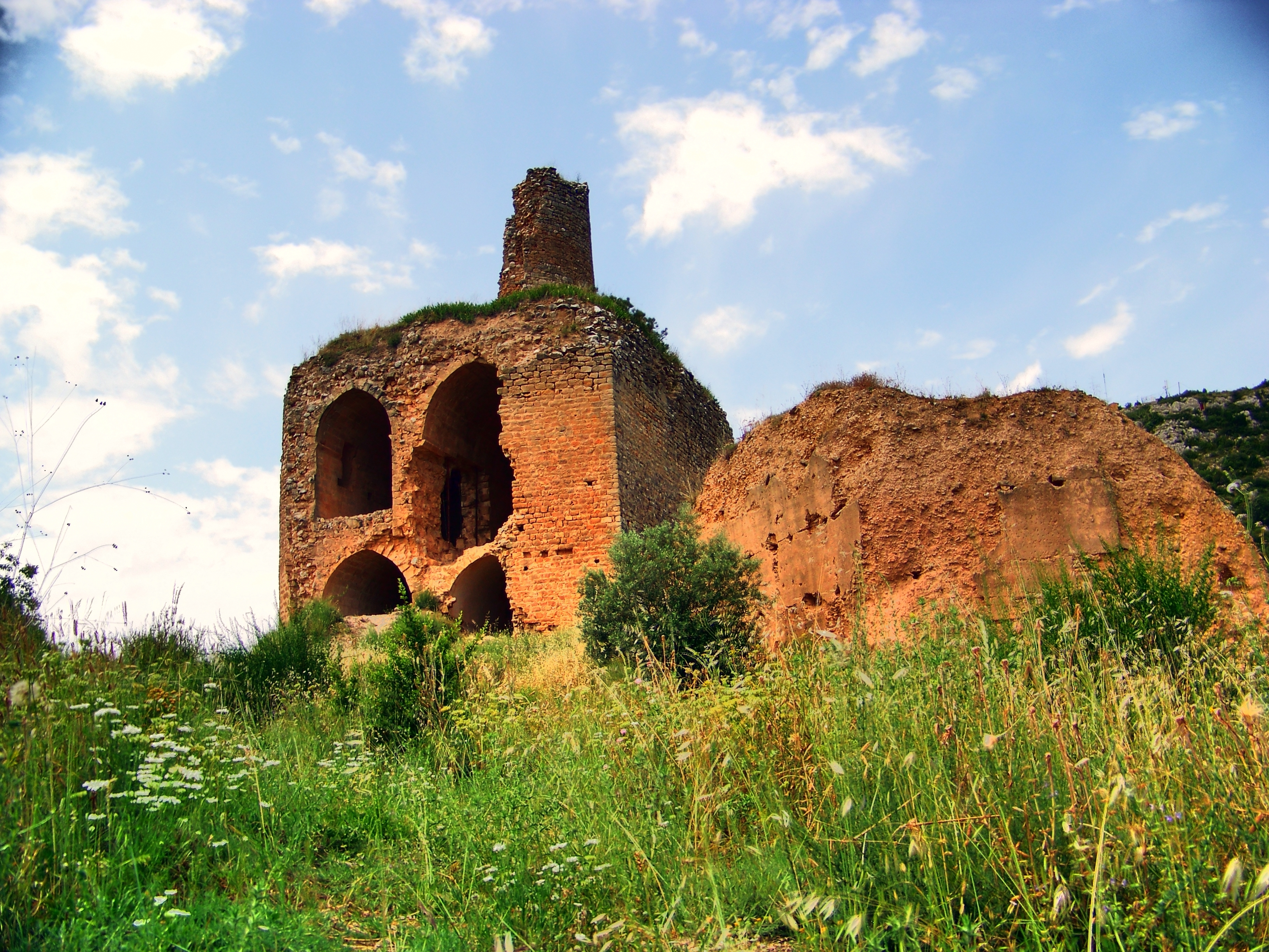
Burgruine von Alòs
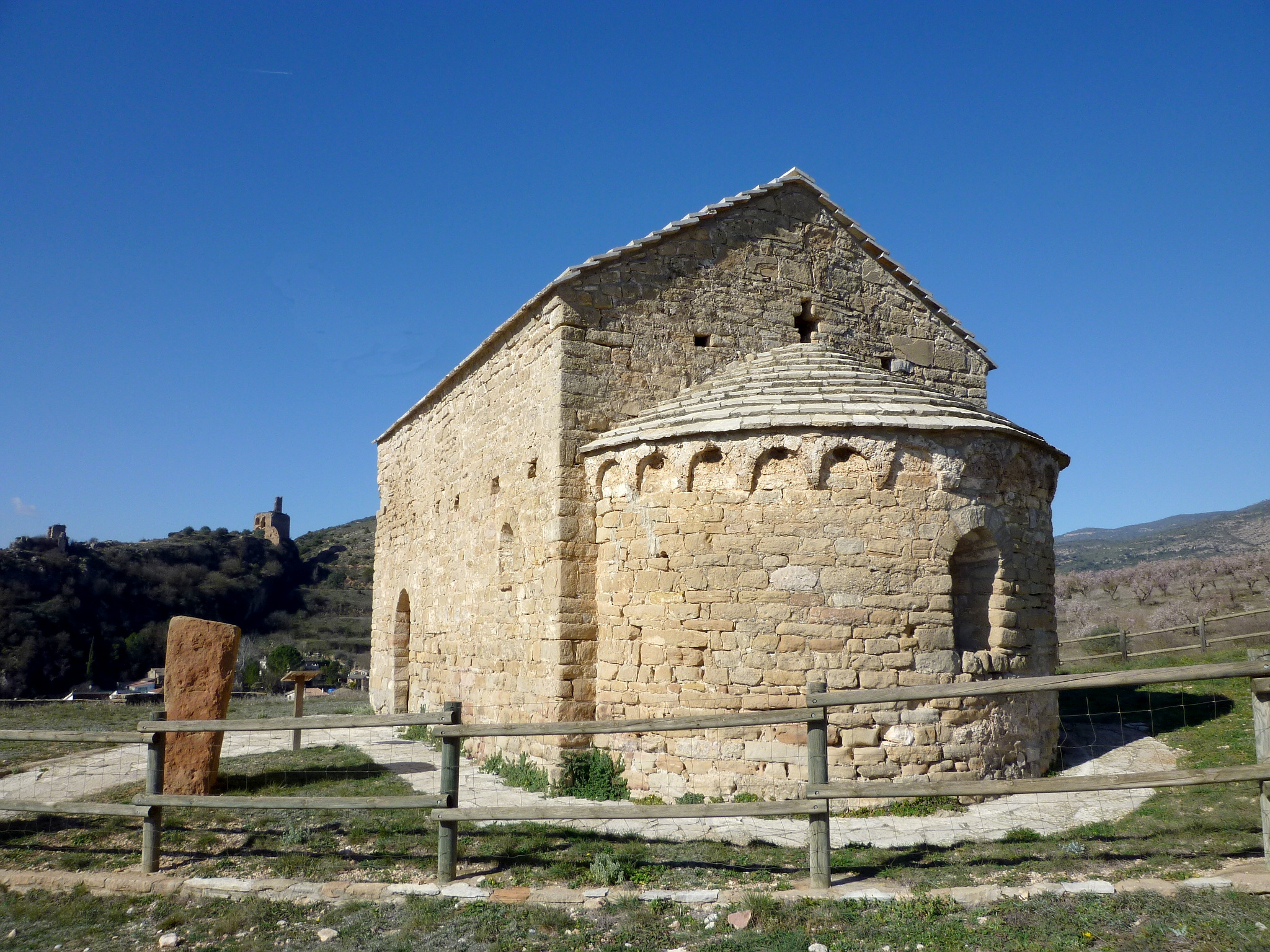
Michaeliskirche
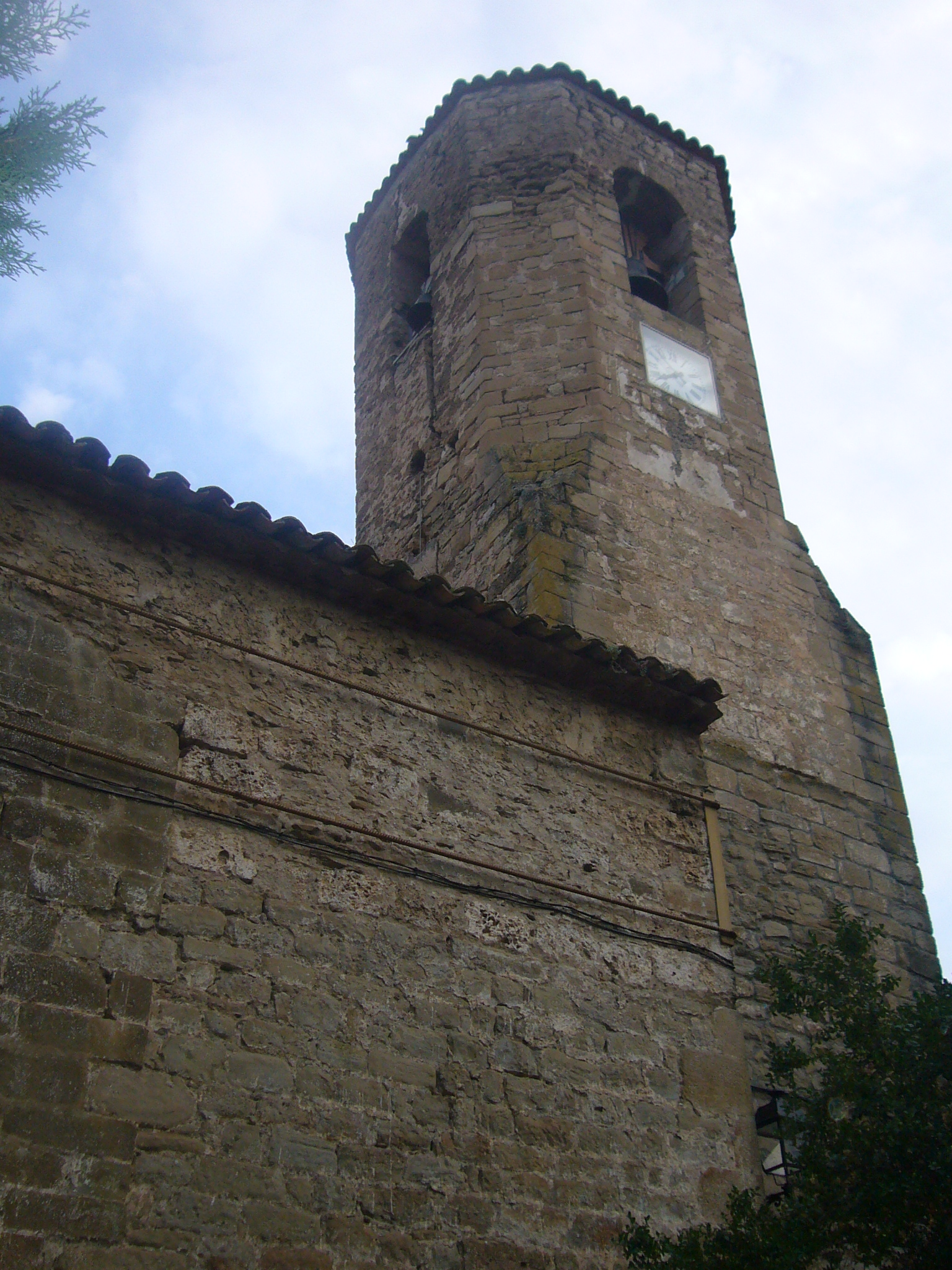
Felixkirche

- Burgruine von Alòs
- Michaeliskirche
- Felixkirche